# دیپ بی تاون
دیپ بی تاون (به لاتین: Dieppe Bay Town) یک شهرک در سنت کیتس و نویس است که در پریش سنت جان کپیستر در جزیره سنت کیتس واقع شده‌است.